# Pescara del Tronto
Pescara del Tronto (helyi dialektusban La Pescara) egy 135 lakosú olaszországi falu Marche tartományban, Arquata del Tronto része (Ascoli Piceno megye). A település 2016. augusztus 24-én hajnalban egy földrengés következtében rombadőlt.

## Neve jelentése
A Tronto folyón lévő halfogó hely.

## Földrajza
Arquata del Tronto frakciójaként, önkormányzatilag ahhoz tartozó, két nemzeti parkot: a Parco Nazionale dei Monti Sibillini és a Gran Sasso e Monti della Laga nevűnek helyet adó község.
Pescara del Tronto vára a Tronto-folyó völgyéből, a jobb parton kiemelkedő magaslaton van. Főként erdővel, mezővel borított területe a fakitermelés és az állattartás számára ad lehetőséget.

## Története

### A 2016-os földrengés
2016. augusztus 24-én, a hajnali órákban egy 6,2-es (Richter-skála) földrengés és utórengései rombadöntötték a kisvárost, tucatnyi áldozatot követelve.

## Fordítás
Ez a szócikk részben vagy egészben  a   Pescara del Tronto című francia Wikipédia-szócikk ezen változatának fordításán alapul.  Az eredeti cikk szerkesztőit annak laptörténete sorolja fel. Ez a jelzés csupán a megfogalmazás eredetét és a szerzői jogokat jelzi, nem szolgál a cikkben szereplő információk forrásmegjelöléseként.

## Bibliográfia
- Narciso Galiè és Gabriele Vecchioni Arquata del Tronto - il Comune dei due Parchi Nazionali, Società Editrice Ricerche s.a.s., Via Faenza 13, Folignano (AP), Stampa D'Auria Industrie Grafiche s.p.a., Sant'Egidio alla Vibrata (TE), Edizione, 2006. március, 18., 105-106. o. ISBN 88-86610-30-0 ;
- Le Trame del Romanico, Tesori Medioevali nella Città del Travertino, Provincia di Ascoli Piceno - Assessorato alla Cultura, FastEdit di Acquaviva Picena, 2007, 87–89. o.
- Giuseppe Marinelli, Dizionario Toponomastico Ascolano - La Storia, i Costumi, i Personaggi nelle Vie della Città, D'Auria Editrice, Ascoli Piceno, 2009. március, 245. o.